# Zyprische Beachhandball-Nationalmannschaft der Frauen
Die zyprische Beachhandball-Nationalmannschaft der Frauen repräsentiert den Zyprischen Handball-Verband als Auswahlmannschaft auf internationaler Ebene bei Länderspielen im Beachhandball gegen Mannschaften anderer nationaler Verbände. Den Kader nominiert der Nationaltrainer.
Das männliche Pendant ist die zyprische Beachhandball-Nationalmannschaft der Männer.

## Geschichte

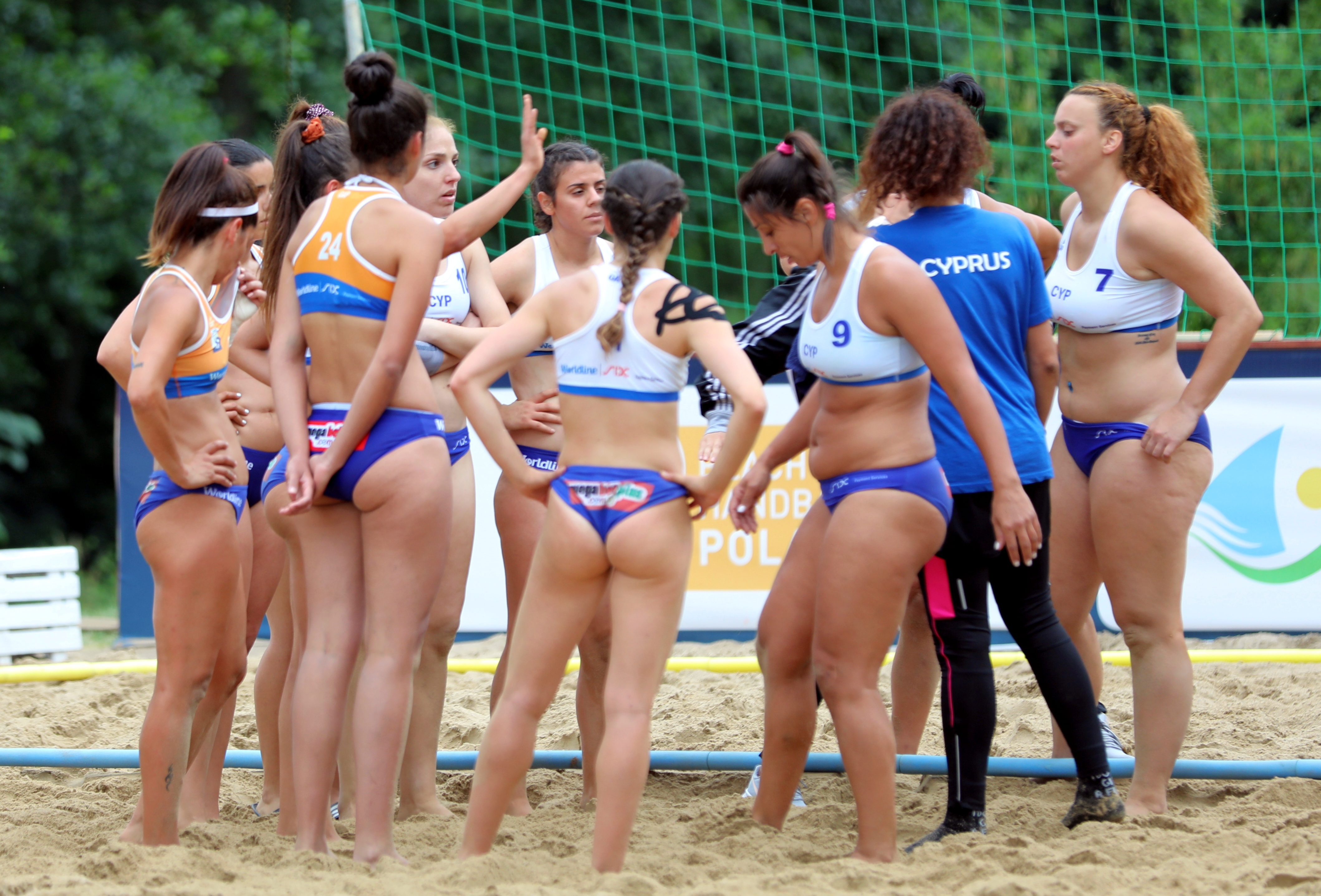
Die Mannschaft Zyperns beim Platzierungsspiel der EM 2019 gegen Rumänien

Die weibliche Nationalmannschaft Zyperns im Beachhandball wurde anders als ihr männliches Pendant erst vergleichsweise spät gegründet und bestritt ihr erstes Turnier erst im Rahmen der Europameisterschaften 2011 in Umag. Von besonderer Bedeutung war dabei, dass man im Turnierverlauf Griechenland schlagen konnte. Weitere Auftritte bei internationalen Meisterschaften und Turnieren erfolgten danach nur sporadisch. Die Ergebnisse sind im Schnitt eher im hinteren Bereich der Starterfelder angesiedelt.

## Trainer
| CheftrainerIn - 2011: Loizos Chrisostomou - 2018: Petros Prokopiou - 2019: Ioanna Syzinou |

## Teilnahmen
| World Games - 2001: nicht eingeladen - 2005: nicht eingeladen - 2009: nicht eingeladen - 2013: nicht qualifiziert - 2017: nicht qualifiziert - 2022: nicht qualifiziert World Beach Games - 2019: nicht qualifiziert Mediterranean Beach Games - 2015: keine Teilnahme - 2019: 5. | Weltmeisterschaften - 2004: nicht qualifiziert - 2006: nicht qualifiziert - 2008: nicht qualifiziert - 2010: nicht qualifiziert - 2012: nicht qualifiziert - 2014: nicht qualifiziert - 2016: nicht qualifiziert - 2018: nicht qualifiziert - 2020: ausgefallen | Europameisterschaften - 2000: keine Teilnahme - 2002: keine Teilnahme - 2004: keine Teilnahme - 2006: keine Teilnahme - 2007: keine Teilnahme - 2009: keine Teilnahme - 2011: 12. - 2013: keine Teilnahme - 2015: keine Teilnahme - 2017: keine Teilnahme - 2019: 19. - 2021: keine Teilnahme |

- EM 2011: Evgenia Andreou • Avgi Antoniadou • Irene Antoniou • Elisabet Ellina • Lito Ellina • Vasso Ioannou • Marilena Louka • Maria Marselli • Joanna Sizinou • Margarita Theodorou

- EM 2019: Margarita Efthimou • Malwina Elias • Lito Ellina • Vasso Ioannou • Georgia Kaila • Alexandra Konstantinidou • Persefoni Lytra • Maria Marselli • Magdalini Papa • Antria Taki • Rena Tsangari • Eleni Zenonos

- MBG 2019: Andjela Dimitrijewic • Malwina Elias • Lito Ellina • Vasso Ioannou • Georgia Kaila • Alexandra Konstantinidou • Maria Marselli • Magnalini Papa • Antria Taki • Eleni Zenonos